# Hữu Vi
Nguyễn Hữu Vi là một nam diễn viên và người mẫu Việt Nam. Anh từng đoạt giải Á Vương Toàn Cầu vào năm 2014 tại cuộc thi Mister Global. Ngoài ra anh cũng là đại diện đầu tiên của Việt Nam đoạt giải Á Vương chung cuộc tại Nam Vương Toàn Cầu và danh hiệu Nam Vương Ảnh.

## Tiểu sử
Tên khai sinh là Nguyễn Hữu Vi, sinh ngày 10 tháng 03 năm 1992 tại Hà Nội. Anh bắt đầu tham gia hoạt động nghệ thuật từ năm 2008 đến nay.
Năm 2010 anh từng đoạt giải Người Mẫu Ảnh Ngôi Sao Thời Trang.
Năm 2014 anh xuất sắc đoạt giải Á Vương 3 của cuộc thi Mister Global. Đây là 1 trong 5 cuộc thi về sắc đẹp dành cho phái nam lớn nhất hành tinh. Ghi danh Việt Nam trên bản đồ sắc đẹp của Thế Giới.
Ban đầu anh hợp tác với nhiều thương hiệu thời trang và người mẫu. Anh từng làm việc cho E.G Entertainment và Teen Model cho các tạp chí. Đến năm 2014 đánh dấu bước ngoặt lớn khi đoạt giải Á Vương 3 tại Mister Global. Sau sự thành công đó Hữu Vi bắt đầu dấn thân sự nghiệp người mẫu và diễn viên.
Năm 2014 hợp tác cùng Sỹ Thanh trong MV Phía Xa Trùng Khơi và Em Gửi Lại. Năm 2015 anh tham gia vai diễn đầu trong bộ phim truyền hình Sitcom Chiến Dịch Chống Ế. Năm 2017 Anh tiếp tục tham gia 2 bộ phim điện ảnh Điệp Vụ Chân Dài và Thần Tiên Cũng Nổi Điên. Cùng năm đó anh cũng thành công với vai diễn trong Glee Việt Nam - Con Đường Âm Nhạc đình đám giới trẻ. Năm 2018 đảm nhận vai diễn Bảo Huy trong phim truyền hình Hậu Duệ Mặt Trời Việt Nam. Đến năm 2020 tham gia bộ phim truyền hình Đường Về Có Nhau. Đến năm 2021 là các tác phẩm điện ảnh Mắt Của Quỷ và Trong Màn Đêm Không Chớp Mắt .
Anh tham gia trong một loạt dự án MV của các ca sĩ Bích Phương trong Gửi Anh Xa Nhớ, Tóc Tiên trong Be Your Best Version, Bảo Anh trong In The Night.
Năm 2016 vượt qua rất nhiều ứng cử viên, anh được chuyên trang sắc đẹp nổi tiếng thế giới Missosology bình chọn là người đàn ông đẹp trai và quyến rũ nhất Việt Nam.

## Tác phẩm tham gia

### Phim điện ảnh
| Năm  | Phim                         | Vai diễn    | Tham khảo |
| 2016 | Thần Tiên Cũng Nổi Điên      | Philip Công | [ 3 ]     |
| 2016 | Tấm Cám                      | Cameo       |           |
| 2018 | Điệp Vụ Chân Dài             | Dũng        | [ 4 ]     |
| 2020 | Mắt Của Quỷ                  | Bác Sĩ Huy  | [ 5 ]     |
| 2021 | Trong Màn Đêm Không Chớp Mắt | Đức Nhật    |           |
| 2024 | Biệt Đội Hot Girl            | Chiến       | [ 6 ]     |

### Phim truyền hình
| Năm        | Phim                         | Vai diễn | Tham khảo |
| 2014 -2015 | Chiến Dịch Chống Ế (p1,2)    | Vũ Phong | [ 7 ]     |
| 2017       | Glee Vietnam                 | Phi Long | [ 8 ]     |
| 2018       | Hậu Duệ Mặt Trời             | Bảo Huy  | [ 9 ]     |
| 2020       | Đường Về Có Nhau             | Phong    |           |
| 2022       | Sitcom Nhỏ To Chốn Văn Phòng | Hữu Vi   |           |
| 2023       | Yêu Trước Ngày Cưới          | Đắc Lực  |           |
| 2024       | Phía Sau Cái Chết            | Hữu Vi   |           |
| 2024       | Tiểu Tam Không Có Lỗi        | Tuấn Anh |           |

## Giải thưởng và đề cử
| Năm  | Giải thưởng |
| 2010 | Người Mẫu Ảnh Ngôi Sao Thời Trang                                                                                    |
| 2014 | Á Vương Mister Global & Nam Vương Ảnh                                                                                |
| 2016 | Đứng Đầu Bảng Xếp Hạng Người Đàn Ông Đẹp Trai Nhất Việt Nam Theo Chuyên Trang Sắc Đẹp Thế Giới Missosology Bình Chọn |